# Tipula (Nesotipula) pribilovia
Tipula (Nesotipula) pribilovia is een tweevleugelige uit de familie langpootmuggen (Tipulidae). De soort komt voor in het Nearctisch gebied.